# Chopi (langue)
Pour les articles homonymes, voir Chopi.
Le chopi ou cicopi est une langue bantoue parlée par la population chopi au Mozambique.

## Écriture
| a  | b  | bh | bz | c  | d  | dh | dz | e | f  | g | h | i  | j | jh | kl | m | n  |
| ny | n’ | o  | p  | pf | ps | r  | s  | t | ts | u | v | vh | w | x  | y  | z | zw |